# Tim (musicien)
 (janvier 2011).
Si vous disposez d'ouvrages ou d'articles de référence ou si vous connaissez des sites web de qualité traitant du thème abordé ici, merci de compléter l'article en donnant les références utiles à sa vérifiabilité et en les liant à la section « Notes et références ».
Pour les articles homonymes, voir Tim.
Tim (surnom de António Manuel Lopes dos Santos, né à Ferreira do Alentejo) est un musicien portugais, chanteur, compositeur, bassiste, guitariste et fondateur de Xutos & Pontapés. Il a aussi fait partie des projects Resistência, Rio Grande et Cabeças no Ar et a fait quatre albums solo : Olhos Meus, Um e o Outro, Braço de Prata et Companheiros de Aventura.

## Biographie
Bassiste et chanteur de Xutos & Pontapés, groupe avec une dizaine de disques composés, compositeur de la majeure partie de leurs chansons et coauteur de toutes les chansons du groupe, a commencé sa vie artistique à 15 ans comme bassiste, dans des groupes de jeunes et dans les groupes de bals. À 18 ans, il travaille la première fois avec "Grupo 2", un trio de Almada qui improvisait des thèmes instrumentaux.
À 19 ans, il commence des études de contrebasse au conservatoire de Lisbonne (pt), et simultanément commence son activité de bassiste avec le groupe Xutos & Pontapés.
Il a obtenu l'Ordre portugais du Mérite (ComM).

## Discographie solo
- 1999 – Olhos Meus
- 2006 – Um e o Outro
- 2008 – Braço de Prata
- 2010 – Companheiros de Aventura